# Robert Wauchope (arqueólogo)
Robert Wauchope (Columbia, 10 de diciembre de 1909-Nueva Orleans, 26 de enero de 1979) fue un arqueólogo y antropólogo estadounidense, director del Middle American Research Institute y profesor en la Universidad de Tulane.
Fue autor de obras como Modern Maya Houses. A Study of their Archaeological Significance (1938), Excavations at Zacualpa, Guatemala (1948), Ten years of middle American archaeology: annotated bibliography and news summary, 1948-1957 (1961), Lost Tribes and Sunken Continents: Myth and Method in the Study of American Indians (1962) o They Found the Buried Cities. Exploration and excavation in the American Tropics (1965), entre otras.
También fue el editor general de The Handbook of Middle American Indians, una colección de 16 volúmenes publicados entre 1964 y 1976 por University of Texas Press, así como editor de Seminars in Archaeology: 1955.